# Шарджа
 Тази статия е за града в Обединените арабски емирства.  За емирството вижте Шарджа (емирство).  
Ша̀рджа (на арабски: الشارقة) е град в североизточната част на Обединените арабски емирства, столица на емирството Шарджа. С население около 800 000 души (2008) той е трети по големина в страната след Дубай и Абу Даби.
Разположен е на 2 метра надморска височина на югоизточния бряг на Персийския залив и на 14 километра североизточно от центъра на Дубай. Около 1725 година селището става център на емирството на династията Касими, което от 1820 година е британски протекторат, а през 1971 година става част от Обединените арабски емирства.